# Methanomicrobium
Genre
Espèces de rang inférieur
- Methanomicrobium mobile

Methanomicrobium est un genre d'archées méthanogènes de l'ordre des Methanomicrobiales.